# د اکسپلویتد
د اکسپلویتد (به انگلیسی: The Exploited) یک گروه پانک راک اسکاتلندی از ادینبورگ است که در سال ۱۹۷۸ توسط استیوی راس و تری بوکان تشکیل شد و به زودی برادرش واتی بوکان جایگزین تری شد. آنها با Secret Records در مارس ۱۹۸۱ قرارداد امضا کردند، و اولین آلبوم چندآهنگه آنها، زندگی ارتشی، و اولین آلبوم، پانک نمرده است، هر دو در همان سال منتشر شدند. گروه در دههٔ ۱۹۸۰ پیروان زیادی در میان مخاطبان پانک و کله‌پوستی طبقه کارگر هاردکور داشت. گروه اکسپلویتد که در اصل یک گروه پانک خیابانی بود، در نهایت با انتشار آلبوم خود به نام مرگ قبل از بی‌آبرویی در سال ۱۹۸۷ به یک گروه کراس‌اور ترش تبدیل شد.
اگرچه گروه اکسپلویتد به اجرای زنده ادامه می‌دهند، اما از آخرین آلبوم استودیویی خود، لعنت به سیستم، در سال ۲۰۰۳، هیچ مادهٔ استودیویی منتشر نکرده‌اند. آهنگ‌های آنها توسط اسلیر و آیس-تی پوشش داده شده است. علی‌رغم تغییرات زیادی در ترکیب، واتی به عنوان خواننده و رهبر گروه اکسپلویتد باقی مانده است.

## حرفه

### شکل‌گیری و روزهای اولیه (۱۹۸۰–۱۹۷۹)
ترکیب اصلی شامل تری بوکان (خواننده)، استیوی راس (گیتار)، کالین ارسکین (بیس) و اندی مک نیون (درامز) بود. پس از چند کنسرت در ادینبرو و اطراف آن، استیوی راس پس از حضور در آبردین برای حمایت از گروه UK Subs بقیه را ترک کرد. استیوی راس برای مدت کوتاهی جای خود را به گیتاریست استوی هی (هایبوی) داد که در ۱۴ ژوئیه ۲۰۱۳ پس از یک حرفهٔ موفق به عنوان یک نوازندهٔ بلوز درگذشت. سپس کارهای گیتار به جان بیگ دانکن افتاد.
استیوی راس هنوز هم آهنگ می‌نویسد و همراه با اجراهای انفرادی در گروه The Station Road Band نیز می‌نوازد.

### نسخه‌های اولیه و آلبوم پانک نمرده است (۱۹۸۱–۱۹۸۰)
این کوارتت تحت تأثیر موسیقی پانک راک دههٔ ۱۹۷۰ مانند موسیقی سکس پیستولز، صدایی ساده و بدون حاشیه ایجاد کرد که با سرعت و پرخاشگری مشخص می‌شد. در سال ۱۹۸۰، گروه شرکت ضبط مستقل خود را با نام Exploited Records تأسیس کرد و اولین آلبوم چندآهنگه زندگی ارتشی را منتشر کرد که به مدت هشت هفته در رتبهٔ ششم جدول Indie/Independent قرار داشت، سپس به مدت هجده ماه در ۲۰ گروه برتر قرار داشت. بی-ساید آلبوم Fuck the Mods / Crashed Out نام داشت و در جلد پشتی رکورد آمده بود: «به همهٔ پانک‌ها و کله پوستی‌های ادینبورگ - به مد-باشینگ ادامه دهید!!».
آنها سپس تک‌آهنگ دیگری به نام «ارتش بارمی» را منتشر کردند که به چارت‌های مستقل رسید و به مدت ۵۳ هفته در آنجا ماند و در رتبهٔ چهارم قرار گرفت. تک‌آهنگ آنها به نام «شهرهای مرده» به رتبهٔ ۳۱ جدول بریتانیا رسید. تک‌آهنگ آنها «ارتش بارمی اکسپلویتد» به رتبهٔ چهارم جدول Independent/Indie رسید.
در مارس ۱۹۸۱، گروه با Secret Records قرارداد امضا کرد و یک ماه را صرف ضبط اولین آلبوم خود، پانک نمرده است کرد. د اکسپلویتد تک‌آهنگ «Dogs of War» را منتشر کرد که در رتبهٔ دوم جدول ایندیپندنت و شماره ۶۳ در نمودارهای بریتانیا قرار گرفت. همچنین در سال ۱۹۸۱، گروه اولین آلبوم زندهٔ خود را به نام On Stage منتشر کرد که طی کنسرتی در ادینبورگ ضبط شده بود. پس از آن، گروه به همراه دیگر گروه‌های دیسچارج، Anti-Nowhere League ,Anti-Pasti و Chron Gen در توری به نام Apocalypse Now اجرا کردند که به عنوان یک آلبوم زنده ضبط و منتشر شد. آلبوم آنها پانک نمرده است که در آوریل ۱۹۸۱ منتشر شد، در ماه مه به شمارهٔ ۲۰ رسید، سپس شمارهٔ ۱ در نمودارهای مستقل. در طول این مدت، اعضای اکسپلویتد در برنامهٔ تلویزیونی رایج، بهترین‌های پاپ ظاهر شد. بسیاری از طرفداران گروه اکسپلویتد از تصمیم گروه برای حضور در برنامه ناراضی بودند. گروه پانک هاردکور Conflict ترانهٔ Exploitation را در مورد این ظاهر نوشت که شروع رقابت طولانی مدت بین Conflict و اکسپلویتد بود که منجر به تقسیم بین طرفداران پانک شد.

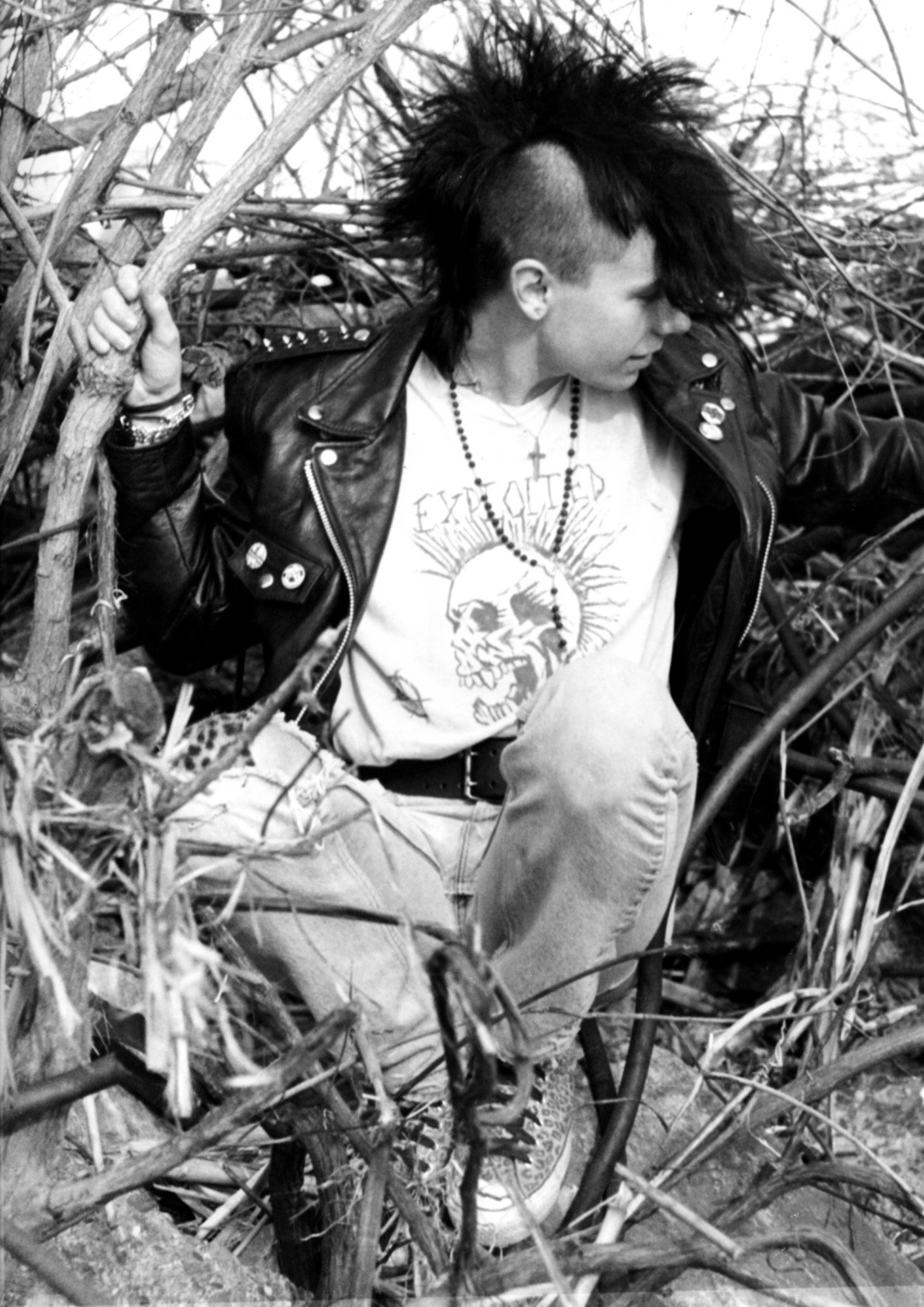
یک پانک جوان با یک تی شرت اکسپلویتد در سال ۱۹۸۴

### آلبوم‌های سربازان فردا، بیایید جنگ را شروع کنیم، و حماسه‌های ترسناک (۱۹۸۶–۱۹۸۲)
گروه آلبوم‌های سربازان فردا را در سال ۱۹۸۲، بیایید جنگ را شروع کنیم در سال ۱۹۸۳ و حماسه‌های ترسناک را در سال ۱۹۸۵ منتشر کرد. دورهٔ بین این آلبوم‌ها با اختلاف شدید بر سر هدایت موسیقی گروه مشخص شد: گیتاریست بیگ جان دانکن و نوازندهٔ بیس گری مک کورمک هر دو بقیه را ترک کردند تا گروه‌های جدیدی را تشکیل دهند - به قول واتی «گروه‌هایی با ضربات دیسکو و تک‌نوازی گیتار، همه‌چیز» و گروه به سرعت درامرها را پشت سر گذاشت که یکی از آنها ظاهراً پس از «اختلال روانی» آن را ترک کرد. گروه توسط مدیریت جدید که خواستار تغییرات غیرواقعی در سبک و پرسنل بودند از ناشر Secret رانده شد. ناشر بعدی آنها، یک شرکت کوچک به نام Pax Records، بود که پس از فرار مالک آن با تمام دارایی‌هایش، از بین رفت.
آلبوم کنسرت زنده در کاخ سفید در سال ۱۹۸۵ در واشینگتن دی سی در کلوپ ۹:۳۰ ضبط شد و سال بعد در سال ۱۹۸۶ منتشر شد آنها همچنین آلبوم چندآهنگه استودیویی عیسی مرده است را در سال ۱۹۸۶ منتشر کردند و به دنبال اجرای زنده و با صدای بلند، فیلمی از اجرای اکسپلویتد در سراسر اروپا و ایالات متحده بودند. در طول تور ایالات متحده، واتی و کارل موریس، روی صحنه با هم دعوا کردند و کارل کمی بعد آن گروه را ترک کرد. او برای مدت کوتاهی با مد مایک جایگزین شد که سپس نایجل سوانسون به عنوان نوازندهٔ گیتار جدید منصوب شد.

### آلبوم‌های مرگ قبل از بی‌آبرویی، کشتار و حرامزاده‌ها را بزنید (۲۰۰۲–۱۹۸۷)

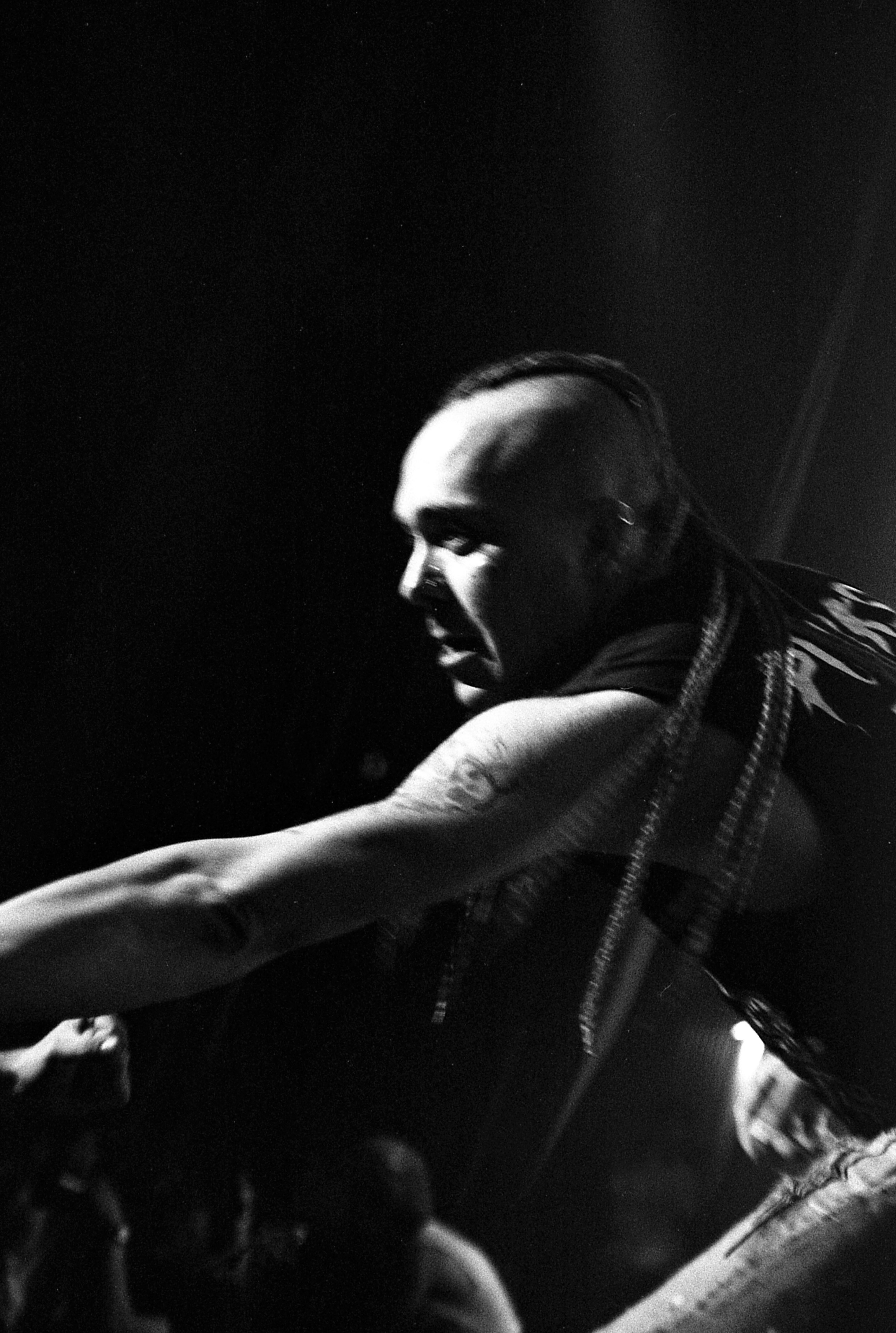
واتی بوکان در حال اجرا با گروه اکسپلویتد در ژاپن، ۱۹۹۱

«Sexual Favours» تک‌آهنگی از آلبوم مرگ قبل از بی‌آبرویی در سال ۱۹۸۷ منتشر شد. این آلبوم تنها در ۲۰۰ آلبوم برتر لیست موسیقی جایگزین بریتانیا قرار گرفت. با این حال، آلبوم به سرعت فروخته شد. روی جلد این آلبوم آثار هنری از هنرمند پانک آمریکایی Pushead وجود داشت که شکایت داشت که نه پولی دریافت کرده و نه برای این کار اعتباری دریافت کرده است.
در سال ۱۹۹۰، گروه اکسپلویتد آلبوم خود را به نام کشتار منتشر کردند. این آلبوم یک آلبوم کراس‌اور ترش است. گروه در سال ۱۹۹۳ آلبوم Singles Collection را منتشر کرد. د اکسپلویتد همچنین فیلمبرداری زنده در ژاپن را در سال ۱۹۹۳ منتشر کرد. آلبوم آنها حرامزاده‌ها را بزنید در آوریل ۱۹۹۶ منتشر شد.

### لعنت به سیستم و آلبوم بعدی (۲۰۰۳–اکنون)
در اوایل سال ۲۰۰۳، گروه آلبوم لعنت به سیستم را در Dream Catcher Records منتشر کرد، و در سال بعد، آنها در بریتانیا و ایالات متحده تور اجرا کردند. در ۱۴ اکتبر ۲۰۰۳، حدود ۵۰۰ طرفدار پس از لغو کنسرت اکسپلویتد به دلیل عدم اجازه ورود گروه به کشور، در مونترال، کانادا، شورش را آغاز کردند. اغتشاشگران هشت خودرو را تخریب و آنها را به آتش کشیدند. یازده ویترین مغازه را شکستند و خسارت‌های دیگری به بار آوردند. به دلیل شورش، گروه از نواختن در مکزیکوسیتی منع شد.

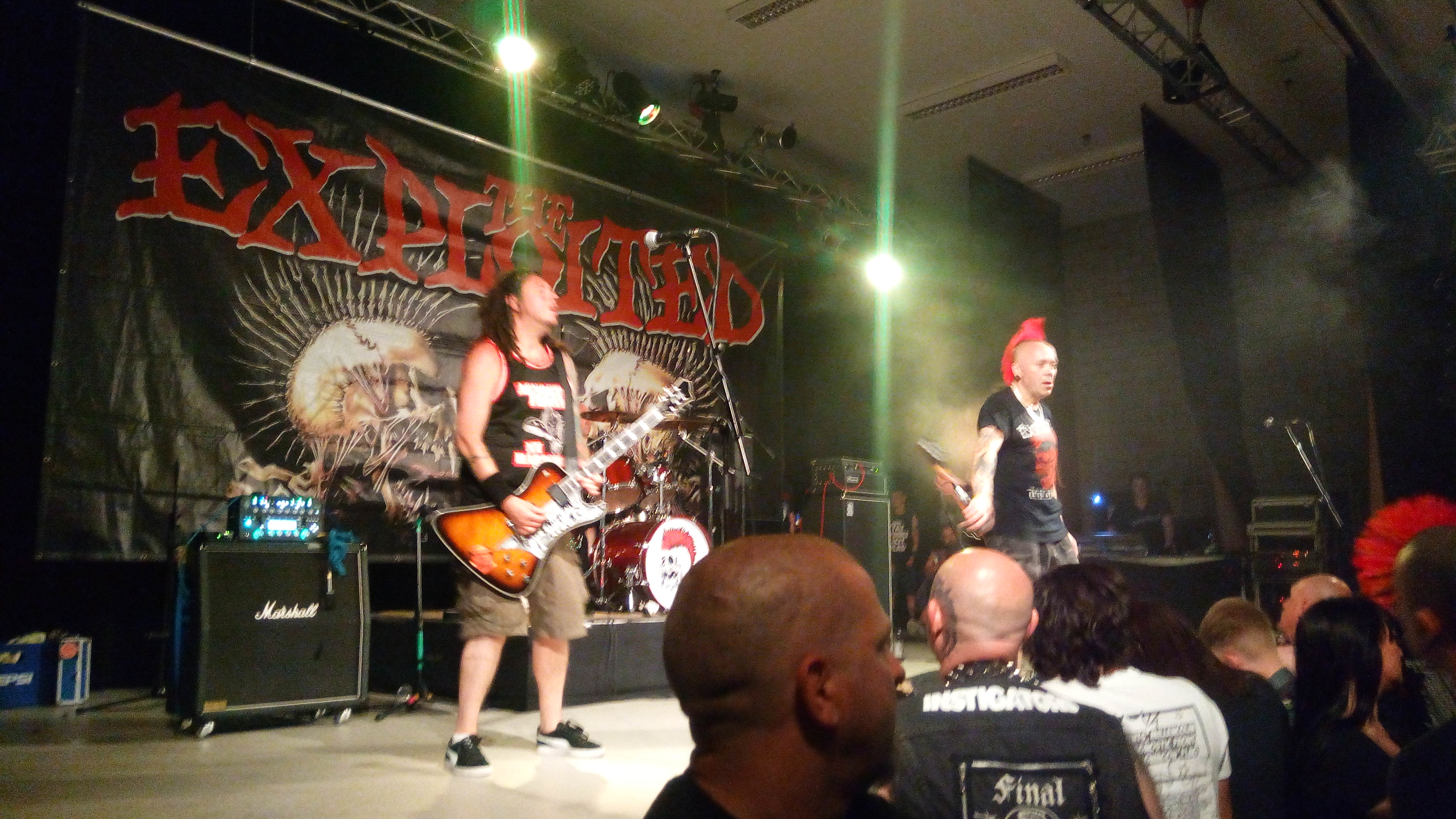
اجرای د اکسپلویتد در سال ۲۰۱۸

در مصاحبه‌ای در سال ۲۰۱۲، واتی بوکان ادعا کرد که یک آلبوم جدید در حال تکمیل است. در فوریه ۲۰۱۴، واتی بوکان در حین اجرا در لیسبون در تور Taste of Chaos گروه با گروه‌های هیت‌برید و نیپالم دث روی صحنه دچار حمله قلبی شد. او به بیمارستان منتقل شد و انتظار می‌رفت حداقل یک هفته در آنجا تحت درمان قرار گیرد. گروه قراردادی با نوکلیر بلست امضا کرد و قرار بود بسیاری از آلبوم‌هایش در مارس ۲۰۱۴ دوباره منتشر شوند. گروه همچنین تأیید کرده بود که اولین آلبوم خود در یک دهه در طول دههٔ ۲۰۱۰ منتشر خواهد شد.
در مارس ۲۰۲۰، واتی بوکان به شیوع ویروس کرونا که گروه‌ها را مجبور به لغو یا به تعویق انداختن تورها کرد، پاسخ داد. او با گرفتن عکس از گرین دی (گروهی که در بسیاری از موارد اعتراف کرده است که از آن متنفر است) گفت: «لعنت به کرونا! من ۵ حمله قلبی داشته‌ام، برایم چهار بای‌پس قلب و ضربان‌ساز قلب نصب شده است. کنسرت‌ها را برای ویروس لغو کنید؟ ما گرین دی پیس لعنتی نیستیم - ما یک معامله واقعی هستیم. هیچ خطری وجود ندارد که کنسرت‌های آینده خود را لغو کنیم. پانک نمرده است!» سپس قسمت استرالیایی تور، چهار روز بعد لغو شد، اگرچه گروه تمام کنسرت‌های برنامه‌ریزی شده نیوزلند را به پایان رساند.

## میراث
د اکسپلویتد به همراه گروه‌های Charged GBH و دیسچارج یکی از گروه‌های نمادین جنبش پانک خیابانی بریتانیا ۸۲ هستند. اصطلاح «بریتانیا ۸۲» از آهنگ «UK 82» گروه اکسپلویتد گرفته شده است. آل‌میوزیک گروه اکسپلویتد را «یکی از جذاب‌ترین واحدهای پانک راک بریتانیا در اوایل دههٔ ۱۹۸۰» توصیف کرد.
د اکسپلویتد بر گروه‌هایی مانند متالیکا، اسلیر، انترکس، نیروانا، کوئینز آو د استون ایج، دیسچارج و Stormtroopers of Death و Agnostic Front و اکسدس و the Virus و نیپالم دث و Terrorizer و NOFX و رانسید و Dropkick Murphys و the Casualties و پنی‌وایز و 7 Seconds و آنتی-فلگ و Blanks 77 و Atari Teenage Riot و دث آنجل و Total Chaos تأثیر گذاشته‌اند.

## سبک موسیقی و تأثیرات
د اکسپلویتد به عنوان کراس اوور ترش، پانک راک، ترش متال، اسپید متال، پانک متال، پانک آنارشیست، هاردکور پانک، استریت پانک و Oi!‎ دسته‌بندی شده است. در اصل اجرای خیابانی پانک و اوی!، گروه اکسپلویتد با آلبوم مرگ قبل از بی‌آبرویی به یک گروه تراش متقاطع تبدیل شدند. از تأثیرات بر د اکسپلویتد می‌توان به سکس پیستولز و The Sensational Alex Harvey Band و Vibrators و The Threats و Alternative و Belsen Horrors و Johnny Moped اشاره کرد. واتی بوکان همچنین اشاره کرد که تحت تأثیر جیمز براون قرار گرفته است و او چهار آلبوم اول گروه کیور را دوست دارد.

## متن ترانه

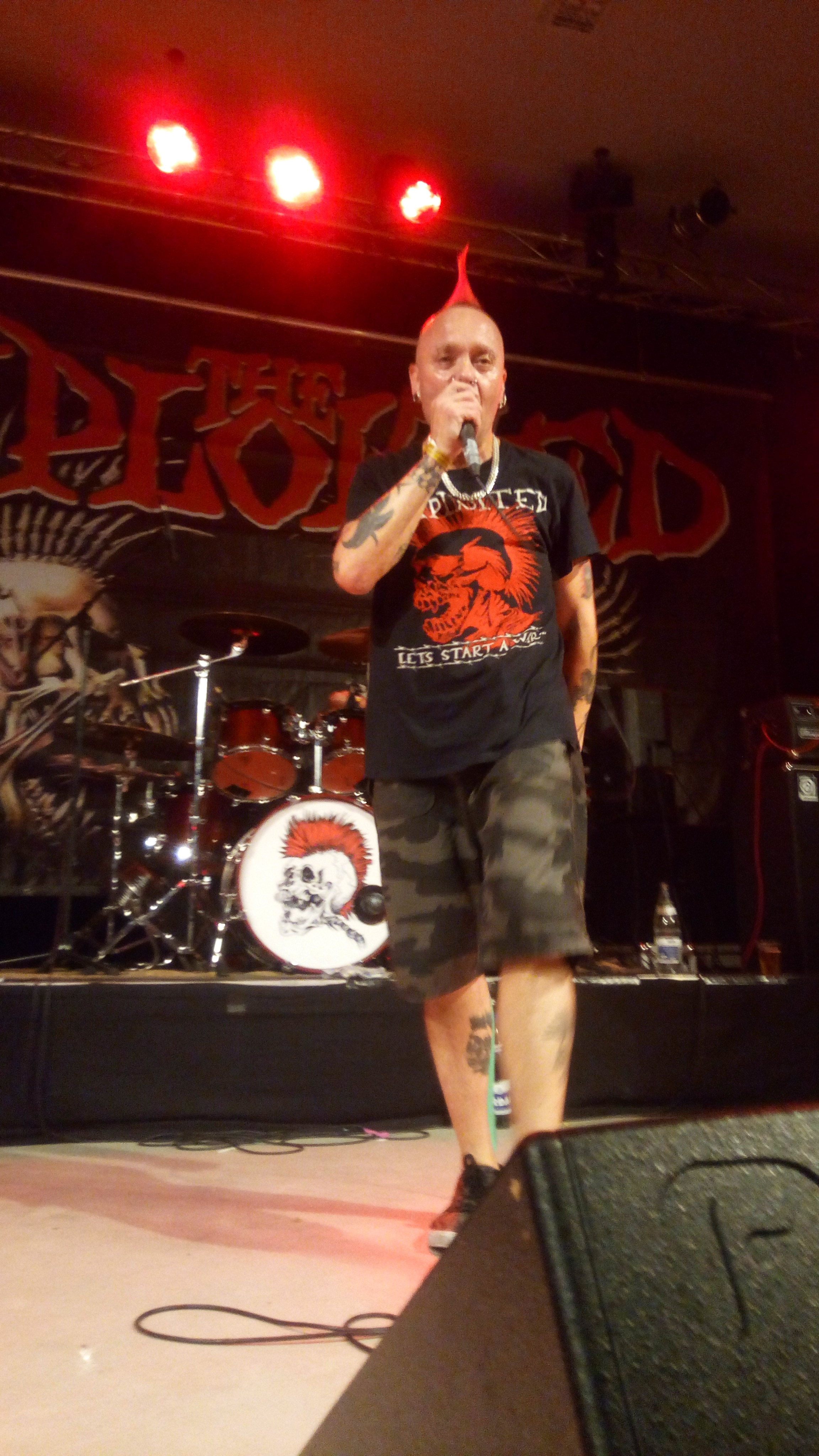
واتی در حال اجرا با اکسپلویتد در سال ۲۰۱۸

د اکسپلویتد به خاطر اشعار تهاجمی و کنسرت‌های جنجالی خود بحث‌برانگیز بوده است. ایان گلاسپر، روزنامه‌نگار و نویسندهٔ بریتانیایی آنها را «پانک‌های کارتونی» می‌دانست. گلاسپر نوشت: «برای بسیاری، گروه اکسپلویتد اصلی‌ترین گروه پانک موج دوم که با طغیان‌های سریع و هیجان‌انگیزشان علیه سیستم، و خواننده با چشم وحشی، والتر (واتی) بوکان موهیکان نارنجی کهن الگوی رهبر گروه وحشی بودند.»
د اکسپلویتد به خاطر اشعارشان دربارهٔ هرج و مرج، سیاست و ضد اقتدار شناخته می‌شوند. در مصاحبه‌ای در سال ۱۹۸۳، گروه اکسپلویتد گفتند که آنها یک گروه سیاسی نیستند، اما اشعار آنها در اواخر دههٔ ۱۹۸۰ سیاسی شد و واتی بوکان در مستند پانک نمرده است گفت که پانک با سیاستش تعریف می‌شود. به عنوان یک گروه با اشعاری که مضامین آنارشیستی دارند، واتی بوکان، خوانندهٔ گروه اکسپلویتد، خود را یک آنارشیست توصیف می‌کند و آشکارا از سیاست متنفر است. گروه اکسپلویتد ترانه‌هایی دربارهٔ مارگارت تاچر، نخست‌وزیر سابق بریتانیا ساخته و دیدگاهی تحقیرآمیز نسبت به تاچر ابراز کرده‌اند. آهنگ د اکسپلویتد «مگی»، آهنگی از آلبوم حماسه‌های ترسناک این گروه، دربارهٔ تاچر است. سومین آلبوم استودیویی د اکسپلویتد، «بیایید جنگ را شروع کنیم… (روزی مگی گفت)» بر روی مارگارت تاچر و جنگ فالکلند تمرکز دارد. از دیگر موضوعات این آلبوم می‌توان به شورش‌های پلیس محور، جنگ، بیکاری و ناامیدی اشاره کرد. بسیاری از آهنگ‌های اواسط دههٔ ۸۰ بر تهدید جنگ هسته‌ای تمرکز دارند.
به طرفداران اکسپلویتد لقب ارتش بارمی داده شد. در طول رقابت بین اکسپلویتد و Conflict، گهگاه درگیری‌هایی با طرفداران Conflict، معروف به «The Conflict Crew» رخ می‌داد. علاوه بر رفتار ضداجتماعی گروه و برخی از طرفداران آنها، گروه اکسپلویتد اغلب در مدت کوتاهی در دههٔ ۱۹۸۰ کنسرت‌ها را کنار می‌گذاشتند، که باعث شد بسیاری از سالن‌ها از همکاری با آنها خودداری کنند. پس از شورش سال ۱۹۸۱ ساوت‌هال، اوی! گروه به‌طور کلی با نژادپرستی مرتبط شدند و به دلیل خالکوبی صلیب شکستهٔ واتی، گاهی اعتقاد بر این بود که اکسپلویتد یک گروه نژادپرست هستند، با حادثه‌ای در اوایل دههٔ ۸۰ که واتی با گروهی از آسیایی‌ها در یک کافه و در سال ۱۹۸۵ دعوا کرد و زمانی که «دپتفورد جان» از گروه کله‌پوستی Combat 84 به آن پیوست. این گروه تمامی اتهامات نژادپرستی را رد کرده است.
از اوت ۲۰۱۷، وب‌سایت گروه حاوی تاریخچه‌ای از گروه است که به برخی از مشکلات همراه با کنسرت‌های آن‌ها اشاره می‌کند، مانند شورش پس از یک کنسرت در تئاتر رنگین‌کمان در فینزبوری پارک، لندن، زمانی که گروه the Jam در همان نزدیکی پخش می‌شد و واتی طرفداران را برای حمله به مودها تحریک می‌کرد، و روی صحنهٔ آرژانتین اعلام کرد که جزایر فالکلند برای همیشه بریتانیا هستند. جورج سام در کتاب خود در مورد موسیقی مدرن با نام Backward Moddy Boy در مورد آشوب بعد از کنسرت پارک فینزبوری نوشته است. در مستندی دربارهٔ گروه، مدیر سابق، جم هاوارد گفت که او بیشتر گروه را تا دیروقت مخفیانه از هتل‌ها بیرون می‌برد، زیرا آنها اغلب وسایل هتل را خراب می‌کردند و هر چیزی را که می‌توانستند از اتاق‌ها می‌دزدیدند.

## اعضا

### اعضای کنونی
- واتی بوکان - آواز ۱۹۷۹ تا کنون
- دومینیک هاردی - درامز ۲۰۲۴ تا کنون
- آیریش راب - بیس ۲۰۰۴ تا کنون
- استیو کمپبل - گیتار ۲۰۲۰ تا کنون

### اعضای پیشین
- تری بوکان – آواز (۱۹۷۹)
- استیوی راس – گیتار (۱۹۷۹)
- استیوی «هایبوی» هی – گیتار (۱۹۸۰–۱۹۷۹، متوفی)
- بیگ جان دانکن (جف لو رنیس) – گیتار (۱۹۸۳–۱۹۸۰)
- کارل اگهد موریس – گیتار (۱۹۸۵–۱۹۸۳)
- مد میک – گیتار (۱۹۸۵)
- نیگ (نایجل سوانسون) – گیتار (۱۹۸۸–۱۹۸۶، درگذشته)
- گوگس (گوردون بالفور) – گیتار (۱۹۹۱–۱۹۸۹)
- فراز (فریزر روزتی) – گیتار (۱۹۹۵–۱۹۹۱)
- جیمی بوکان – گیتار (۱۹۹۶–۱۹۹۵)
- آرف (آرتور دالریمپل) – گیتار (۲۰۰۱–۱۹۹۶)
- گاو لیتل – گیتار (۲۰۰۸–۲۰۰۷)
- تامی بتن – گیتار (۲۰۱۲–۲۰۱۱)
- مت جاستیس – گیتار (۲۰۱۱–۲۰۰۸، ۲۰۱۶–۲۰۱۳)
- رابی دیویدسون (استیدو) – گیتار (۲۰۰۷–۲۰۰۱، ۲۰۲۰–۲۰۱۶)
- آلن پاج – بیس (۱۹۷۹)
- کالین ارسکین – ببس (۱۹۷۹)
- مارک پاتریزیو – بیس (۱۹۸۰–۱۹۷۹)
- گری مک کورمک – بیس (۱۹۸۳–۱۹۸۰)
- بیلی دان – بیس (۱۹۸۴–۱۹۸۳، ۱۹۹۷–۱۹۹۶)
- وین تیاس – بیس (۱۹۸۵–۱۹۸۴، ۱۹۸۶)
- «دپتفورد» جان آرمیتاژ – بیس (۱۹۸۶–۱۹۸۵)
- تونی لوچیل – بیس (۱۹۸۷–۱۹۸۶)
- اسمیکز (مارک اسملی) – بیس (۱۹۸۷–۱۹۹۳)
- جیم گری – بیس (۱۹۹۶–۱۹۹۳)
- اندی لنیهان – بیس (تور حرامزاده‌ها را بزنید ۱۹۹۷)
- میکی جیکوبز – بیس (۲۰۰۲–۱۹۹۶، درگذشته)
- ادی میهان – بیس (۲۰۰۲)
- دیوی (دیو پگی) – بیس (۲۰۰۳–۲۰۰۲)
- اندی مک نیون – درامز (۱۹۷۸)
- پل گیل – درام (۱۹۷۹)
- جیمبو – درام (۱۹۷۹)
- گلن «درو استیکس» کمپبل – درامز (۱۹۸۲–۱۹۷۹، درگذشته)
- دنی هیتلی – درام (۱۹۸۲)
- استیو رابرتز – درامز (۱۹۸۳–۱۹۸۲)
- تونی وارن – درام (۱۹۹۱–۱۹۸۹)

## ترانه‌شناسی
- پانک نمرده است (۱۹۸۱)
- سربازان فردا (۱۹۸۲)
- بیایید جنگ را شروع کنیم... (روزی مگی گفت) (۱۹۸۳)
- حماسه‌های ترسناک (۱۹۸۵)
- مرگ قبل از آبروریزی (۱۹۸۷)
- کشتار (۱۹۹۰)
- حرامزاده‌ها را بزنید (۱۹۹۶)
- لعنت به سیستم (۲۰۰۳)